# Secretos de un matrimonio (miniserie de 2021)
Secretos de un matrimonio (título original: Scenes from a Marriage) es una miniserie de televisión dramática estadounidense desarrollada, escrita y dirigida por Hagai Levi producida para HBO y protagonizada por Oscar Isaac y Jessica Chastain. Es una nueva versión en inglés de la miniserie sueca de 1973 del mismo nombre de Ingmar Bergman. Se presentó en el Festival Internacional de Cine de Venecia y se estrenó el 12 de septiembre de 2021 en HBO. Consta de cinco episodios de emisión semanal.

## Argumento
Una adaptación de la miniserie sueca de la década de 1970 centrada en las parejas estadounidenses contemporáneas.

## Elenco

### Principal
- Oscar Isaac como Jonathan
- Jessica Chastain como Mira

### Secundario
- Sunita Mani como Danielle
- Nicole Beharie como Kate
- Corey Stoll como Peter
- Shirley Rumierk como Dr. Varona
- Tovah Feldshuh
- Sophia Kopera como Ava Levy
- Anna Rust como Veronica
- Michael Aloni como Poli

## Episodios
| Número | Título original                                                     | Título en español                                                  | Fecha de estreno         |
| ------ | ------------------------------------------------------------------- | ------------------------------------------------------------------ | ------------------------ |
| 1      | Innocence and Panic                                                 | Inocencia y pánico                                                 | 12 de septiembre de 2021 |
| 2      | Poli                                                                | Poli                                                               | 19 de septiembre de 2021 |
| 3      | The Vale of Tears                                                   | Un valle de lágrimas                                               | 26 de septiembre de 2021 |
| 4      | The Illiterates                                                     | Los ignorantes                                                     | 3 de octubre de 2021     |
| 5      | In the Middle of the Night, in a Dark House, Somewhere in the World | En medio de la noche, en una casa oscura, en algún lugar del mundo | 10 de octubre de 2021    |

## Producción

### Desarrollo
En julio de 2020 se anunció que HBO había dado luz verde a la miniserie, con Hagai Levi como guionista y director, y Oscar Isaac y Michelle Williams como productores ejecutivos

### Casting
Tras el anuncio del pedido de la miniserie, Isaac y Williams también fueron elegidos para protagonizarla. Williams se vio obligada a abandonar su papel protagónico en octubre debido a un conflicto de agenda, pero permaneció como productora ejecutiva. Fue sustituida por Jessica Chastain. En noviembre de 2020, Sunita Mani fue elegida para un papel secundario. Nicole Beharie, Corey Stoll y Tovah Feldshuh se unirían en papeles secundarios en enero de 2021.

### Rodaje
La filmación comenzó en la ciudad de Nueva York en octubre de 2020, y se detuvo durante dos semanas en noviembre después de que dos miembros del personal de producción dieron positivo por COVID-19.

## Estreno
La serie limitada de cinco episodios fue programada para su estreno mundial en el 78.° Festival Internacional de Cine de Venecia en la categoría fuera de competencia. La serie limitada se estrenó el 12 de septiembre de 2021 en HBO.

## Recepción
El sitio web agregador de reseñas Rotten Tomatoes informó una calificación de aprobación del 83 % con una calificación promedio de 7,5/10, basada en 52 reseñas. El consenso crítico dice: «Aunque el enfoque sencillo de Scenes from a Marriage a veces lucha por justificar su existencia, la química crepitante de Jessica Chastain y Oscar Isaac y sus impresionantes actuaciones son un espectáculo digno de contemplar». Metacritic le otorgó a la serie un puntaje promedio ponderado de 70 sobre 100 basado en 26 reseñas de críticos, lo que indica «reseñas generalmente favorables».

## Premios y Nominaciones
| Año  | Premio                                  | Categoría                                                                          | Nominado/a(s)                      | Resultado | Ref.   |
| ---- | --------------------------------------- | ---------------------------------------------------------------------------------- | ---------------------------------- | --------- | ------ |
| 2022 | Golden Globe Awards                     | Mejor actor de miniserie o telefilme                                               | Oscar Isaac                        | Nominado  | [ 14 ] |
| 2022 | Golden Globe Awards                     | Mejor actriz de miniserie o telefilme                                              | Jessica Chastain                   | Nominado  | [ 14 ] |
| 2022 | Guild of Music Supervisors Awards       | Mejor supervisión de música para un trailer                                        | Gregory Sweeney                    | Nominado  | [ 15 ] |
| 2022 | Hollywood Critics Association TV Awards | Mejor cadena de transmisión o cable limitada o serie de antología                  | Scenes from a Marriage             | Nominado  | [ 16 ] |
| 2022 | Hollywood Critics Association TV Awards | Mejor actor en una cadena de transmisión o cable limitada o serie de antología     | Oscar Isaac                        | Ganador   | [ 16 ] |
| 2022 | Hollywood Critics Association TV Awards | Mejor actriz en una cadena de transmisión o cable limitada o serie de antología    | Jessica Chastain                   | Nominado  | [ 16 ] |
| 2022 | Hollywood Critics Association TV Awards | Mejor director en una cadena de transmisión o cable limitada o serie de antología  | Hagai Levi (por "The Illiterates") | Nominado  | [ 16 ] |
| 2022 | Hollywood Critics Association TV Awards | Mejor escritura en una cadena de transmisión o cable limitada o serie de antología | Hagai Levi (por "The Illiterates") | Nominado  | [ 16 ] |
| 2022 | Primetime Emmy Awards                   | Mejor actor - Miniserie o telefilme                                                | Oscar Isaac                        | Nominado  | [ 17 ] |
| 2022 | Premios del Sindicato de Actores        | Mejor actor de televisión - Miniserie o telefilme                                  | Oscar Isaac                        | Nominado  | [ 18 ] |